# Assamstadt
Assamstadt es un municipio del Distrito de Meno-Tauber, en el estado federado de Baden-Wurtemberg, Alemania.

## Distritos del municipio
El municipio consta de los siguientes distritos: Assamstadt con el pueblo de Assamstadt y el lugar Wustsiedlung.

## Monumentos y sitios de interés

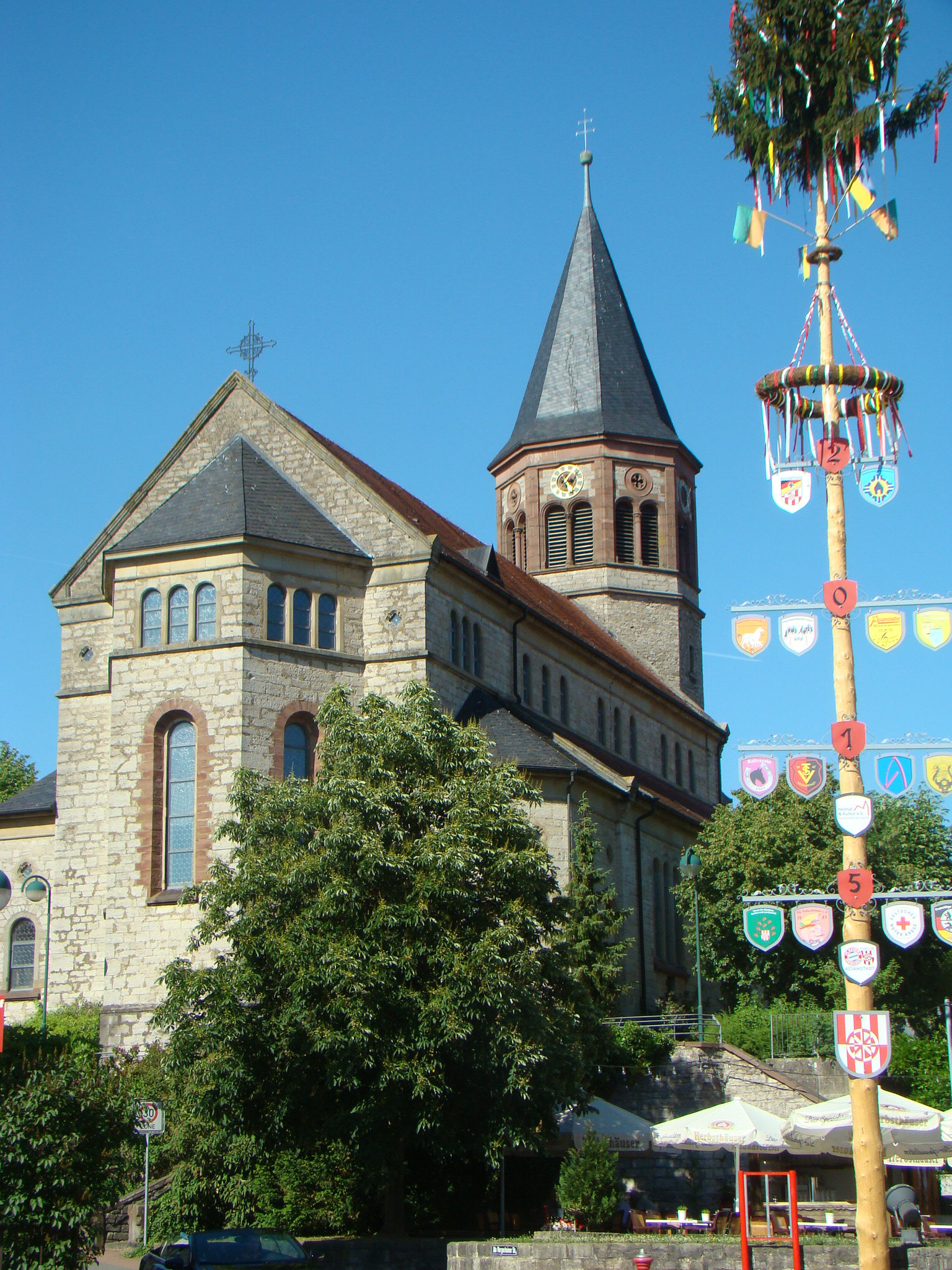
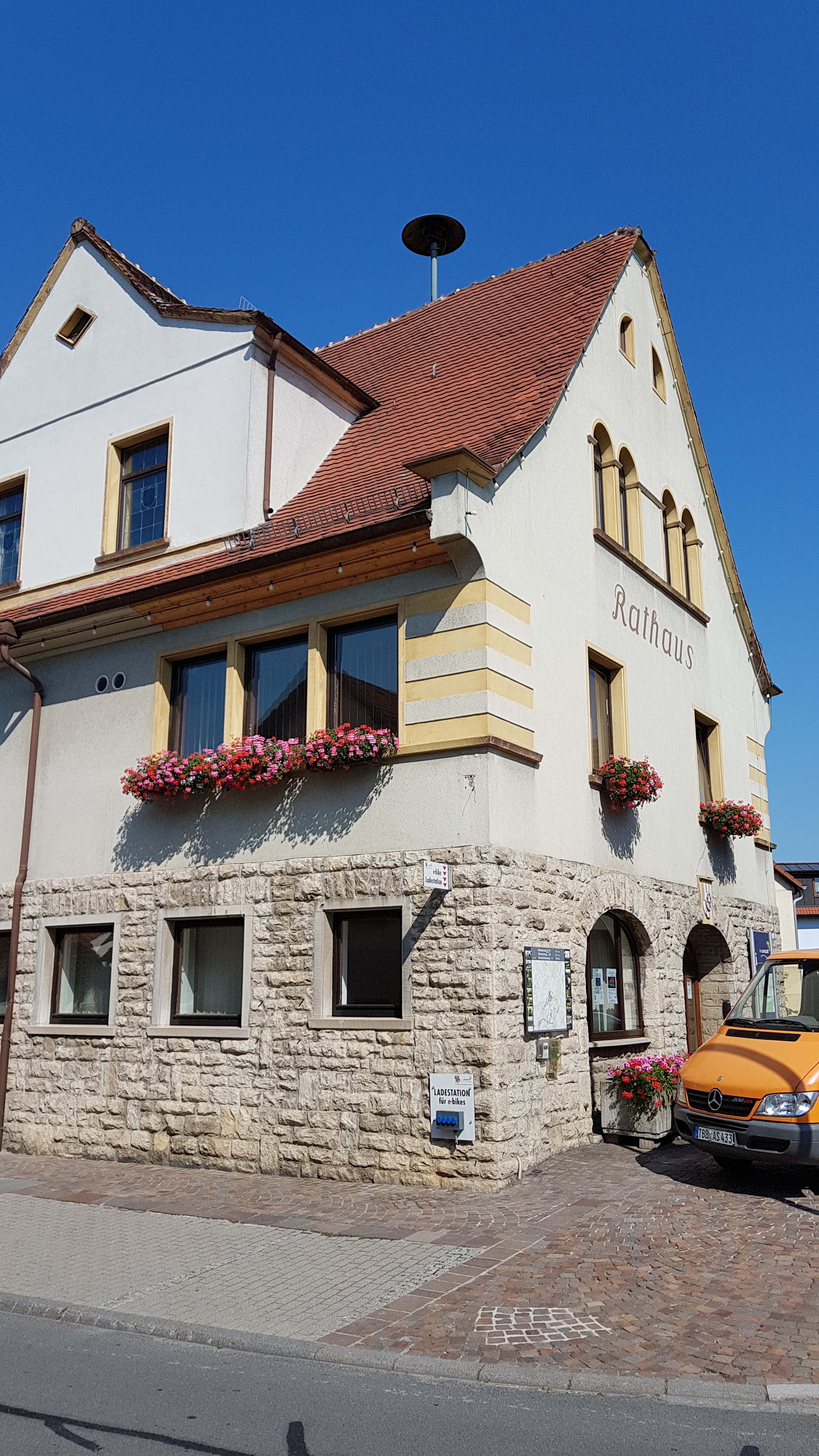